# Phyllachora imperaticola
Phyllachora imperaticola är en svampart som beskrevs av Sawada 1959. Phyllachora imperaticola ingår i släktet Phyllachora och familjen Phyllachoraceae.   Inga underarter finns listade i Catalogue of Life.